# Municipio de Grand Harbor
El municipio de Grand Harbor (en inglés: Grand Harbor Township) es un municipio ubicado en el condado de Ramsey en el estado estadounidense de Dakota del Norte. En el año 2010 tenía una población de 163 habitantes y una densidad poblacional de 1,75 personas por km².

## Geografía
El municipio de Grand Harbor se encuentra ubicado en las coordenadas 48°8′25″N 99°0′8″O / 48.14028, -99.00222. Según la Oficina del Censo de los Estados Unidos, el municipio tiene una superficie total de 93.33 km², de la cual 88,38 km² corresponden a tierra firme y (5,3 %) 4,95 km² es agua.

## Demografía
Según el censo de 2010, había 163 personas residiendo en el municipio de Grand Harbor. La densidad de población era de 1,75 hab./km². De los 163 habitantes, el municipio de Grand Harbor estaba compuesto por el 95,09 % blancos y el 4,91 % eran de una mezcla de razas. Del total de la población el 0 % eran hispanos o latinos de cualquier raza.